# Max joue le drame
Pour plus de détails, voir Fiche technique et Distribution.
Max joue le drame est un film muet français réalisé par Lucien Nonguet, sorti en 1914.

## Fiche technique
- Titre original : Max joue le drame
- Titre anglophone (États-Unis) : Max Plays the Drama
- Réalisation Lucien Nonguet
- Scénario : Max Linder
- Producteur :
- Société de production : Pathé Frères
- Société de distribution : Pathé Frères
- Pays d'origine :  France
- Langue : film muet avec les intertitres en français
- Métrage : 165 mètres
- Format : Noir et blanc — 35 mm — 1,33:1 — Muet
- Genre : Comédie
- Durée : 5 minutes 30
- Dates de sortie : 
  -  France : juillet 1914

## Distribution
- Max Linder : Max
- Charles de Rochefort : M. Scapini
- XX : Mlle Fabris
- XX : Mlle Maphalda